# Фонтана-он-Дженіва-Лейк (Вісконсин)
Фонтана-он-Дженіва-Лейк (англ. Fontana-on-Geneva Lake) — селище (англ. village) в США, в окрузі Волворт штату Вісконсин. Населення — 3120 осіб (2020).

## Географія
Фонтана-он-Дженіва-Лейк розташована за координатами 42°32′43″ пн. ш. 88°34′10″ зх. д. / 42.54528° пн. ш. 88.56944° зх. д. (42.545312, -88.569511).  За даними Бюро перепису населення США в 2010 році селище мало площу 8,78 км², з яких 8,69 км² — суходіл та 0,09 км² — водойми.

## Демографія
Згідно з переписом 2010 року, у селищі мешкали 1672 особи в 732 домогосподарствах у складі 491 родини. Густота населення становила 190 осіб/км².  Було 2308 помешкань (263/км²).
Расовий склад населення:
| - 97,9 % — білих - 0,7 % — азіатів - 0,1 % — корінних американців |

До двох чи більше рас належало 0,5 %. Частка іспаномовних становила 2,1 % від усіх жителів.
За віковим діапазоном населення розподілялося таким чином: 19,1 % — особи молодші 18 років, 58,0 % — особи у віці 18—64 років, 22,9 % — особи у віці 65 років та старші. Медіана віку мешканця становила 50,6 року. На 100 осіб жіночої статі у селищі припадало 92,6 чоловіків;  на 100 жінок у віці від 18 років та старших — 93,0 чоловіків також старших 18 років.
Середній дохід на одне домашнє господарство  становив 113 056 доларів США (медіана — 77 679), а середній дохід на одну сім'ю — 126 712 долари (медіана — 97 143). Медіана доходів становила 88 750 доларів для чоловіків та 31 394 долари для жінок. За межею бідності перебувало 4,1 % осіб, у тому числі 3,7 % дітей у віці до 18 років та 1,6 % осіб у віці 65 років та старших.
Цивільне працевлаштоване населення становило 638 осіб. Основні галузі зайнятості: освіта, охорона здоров'я та соціальна допомога — 21,5 %, виробництво — 16,1 %, роздрібна торгівля — 12,5 %, фінанси, страхування та нерухомість — 11,1 %.